# Type 99
Type 99 (Chinees schrift: 99式主战坦克, Hanyu pinyin: Jiǔjiǔshì Zhǔzhàn Tǎnkè of ZTZ-99) is een Chinese tank.
Ze is gebaseerd op de Sovjet T-72 en vervangt sinds 2001 het Type 88. Ontwikkeling begon in 1989 onder het achtste vijfjarenplan. Er zijn er 1300 van gebouwd: 600 ZTZ-99 en 700 ZTZ-99A. Pakistan bouwt ze in licentie als Al-Khalid tank. Een verbeterde Type 99A reed in de parade op Victory over Japan Day in 2015.